# ClamXav
Clam X AntiVirus (ClamXAV), est un logiciel antivirus utilisé sous Mac OS X. Apple le recommande avec Mac OS X Server X 10.4. ClamXAV est un logiciel libre distribué sous licence GPL. ClamXAV utilise le moteur de détection open source ClamAV, qui est un logiciel anti-virus pour les systèmes Unix et Linux (la version actuelle du système d'exploitation Mac OS X est basée sur l’implémentation BSD d’Unix).
Il est souvent dit que les ordinateurs Mac étaient moins vulnérables (voire insensibles) aux virus, et qu'une protection était superflue ; or des virus ou des chevaux de Troie spécifiques au Macintosh ont été mis en évidence, et tout virus ou programme malveillant concernant BSD peut concerner également Mac OS. Il faut également savoir que ce type d'ordinateur peut servir de passerelle pour la propagation de virus concernant d'autres plateformes utilisant d'autres systèmes d'exploitation, tels que Windows. De plus, si Mac OS a été conçu pour minimiser les risques d'attaques, il reste sujet à des vulnérabilités, comme tout programme informatique, même si la menace reste beaucoup plus faible que sur Windows.
La version 2 de ClamXav est entièrement écrite en Objective-C et est compatible avec la version 10.6 Snow Leopard de Mac OS.